# Vartalapa malayana
Vartalapa malayana är en insektsart som beskrevs av Chandrasekhara A. Viraktamath 2004. Vartalapa malayana ingår i släktet Vartalapa och familjen dvärgstritar. Inga underarter finns listade i Catalogue of Life.